# 古华
古华（1942年6月20日—），本名罗鸿玉，中国小说家。他的代表作是曾获得第一届茅盾文学奖的《芙蓉镇》。其作品已被译成10多种文字。

## 生平

### 早年
古华本名罗鸿玉，1942年6月出生在湖南省嘉禾县二象村。村里只有四五十户人家，有树林、小溪，风景优美。流行于当地的民间风俗、民歌和老一辈的“讲古”，都对他产生熏陶。古华上小学后，又接触到《小五义》、《剑侠奇中奇》之类小说，对文学发生了兴趣。
古华10多岁时父亲去世，家境变得困难。1958年夏，他初中毕业后，被迫停学一年，在一个乡下个学当了民办教师。1959年考入郴州地区农业技术学校，1961年学校奉命撤销，他转到郴州地区桥口农科所当了农工，在一个小镇子旁干了14年。

### 创作生涯
1962年11月，他发表了自己的处女作《杏妹》。接下来发表了《甜胡子》、《梨园巡逻兵》、《1963年6月》、《果山风雨》等作品。
1971-1976年，古华的作品数量上有了提高，1975年秋还成为郴州歌舞团的创作员。这时期风格受到左倾风潮提倡“三突出”的影响，但并未引起文坛注意。这时期的作品有短篇小说《红松谷》(1971)、《丰收路上》(1972)、《山里妹娃》(1973)、《“绿旋风”新传》(1972)、《春陵村纪事》(1974)、《莽川歌》（1974）；中篇小说《仰天湖传奇》(1974)、长篇小说《山川呼啸》  (1976)，以及散文《种春人的歌》(1973)。
1978年后，古华的创作日臻成熟，发表了《爬满青藤的木屋》等数十篇短篇小说、《浮屠岭》等十几篇中篇小说、长篇小说《芙蓉镇》和大量散文。其中《芙蓉镇》获首届茅盾文学奖，还被改编为电影。
1988年，古华移居加拿大。继续以古华之名发表了新作舊詩集《望秦樓新樂府集》（2015）和長篇小說《儒林园》、《北京遺事》（2016）、《古都春潮》等。并以京夫子之名出版《京华风云录》等多种当代历史小说。

## 作品

### 国内作品
长篇小说
- 《山川呼啸》1976年，湖南人民出版社
- 《芙蓉镇》1981年，人民文学出版社

短篇小说集
- 《莽川歌》1978年，湖南人民出版社
- 《爬满青藤的木屋》1983年，人民文学出版社
- 《金叶木莲》1983年，福建人民出版社
- 《礼俗》1983年，文联出版社
- 《姐姐寨》1984年，花城出版社

中篇小说集
- 《浮屠岭》1986年，中原农民出版社
- 《雾界山传奇》1987年，上海文艺出版社
- 《贞女》1987年，香港香江出版公司

散文集
- 《在地球那一边》1984年，江西人民出版社
- 《我的联邦德国之行》1987年，文联出版社

文论集
- 《小说创作花絮》1986年，江西人民出版社
- 《从小说到电影》 古华，陈敦德 1986年，群众出版社

### 海外作品
古华笔名
- 《儒林園》长篇小说，1991年經出版事業股份有限公司
- 《泰山唱月》散文雜記，2007年三民書局
- 《望秦楼》新乐府集，2015年文訊雜誌社
- 《北京遺事》长篇小说，2016年12月聯經出版事業股份有限公司
- 《古都春潮》长篇小说，2018年3月聯經出版事業股份有限公司
- 《亚热带森林》长篇小说，聯經出版事業股份有限公司
- 《燕京夜话》散文集，聯經出版事業股份有限公司

京夫子笔名
- 《毛泽东和他的女人们》评传，1991年聯經出版事業股份有限公司
- 《中南海恩仇錄》长篇小说，1994年聯經出版事業股份有限公司
- 《京华风云录》全四卷，长篇小说
  - 卷一《北京宰相》1997年聯經出版事業股份有限公司
  - 卷二《西苑风月》1998年聯經出版事業股份有限公司
  - 卷三《夏都志异》2001年聯經出版事業股份有限公司
  - 卷四《血色京畿》上下册，2002年聯經出版事業股份有限公司
- 《重阳兵变》（上中下卷）长篇小说，2007年三民书局

### 文集
- 《古華（京夫子）文集》16卷，2018年聯經出版事業股份有限公司。
  - 基本包括了古华在国内及海外除三民版以外的主要作品。